# Епархия Оканьи (Колумбия)
Епархия Оканьи (лат. Dioecesis Ocaniensis) — епархия Римско-Католической церкви с центром в городе Оканья, Колумбия. Епархия Оканьи входит в митрополию Нуэва-Памплоны. Кафедральным собором епархии Оканьи является церковь святой Анны.

## История
26 октября 1962 года Римский папа Иоанн XXIII издал буллу «Quoniam arcana», которой учредил епархию Оканьи, выделив её из епархии Санта-Марты и апостольского викариата Барранкабермехи (сегодня — Епархия Барранкабермехи).

## Ординарии епархии
- епископ Rafael Sarmiento Peralta (26.10.1962 — 24.07.1972) — назначен епископом Нейвы;
- епископ Ignacio José Gómez Aristizábal (24.07.1972 — 10.10.1992) — назначен архиепископом Санта-Фе-де-Антиокии;
- епископ Jorge Enrique Lozano Zafra (28.06.1993 — 15.05.2014)
- епископ Gabriel Ángel Villa Vahos (с 15.05.2014)

## Источник
- Annuario Pontificio, Libreria Editrice Vaticana, Città del Vaticano, 2003, ISBN 88-209-7422-3
- Bolla Quoniam arcana, AAS 55 (1963), стр. 925  (лат.)